# Lukácsháza, Vas
Lukácsháza  este un sat în districtul Kőszeg, județul Vas, Ungaria, având o populație de 1.086 de locuitori (2011). 

## Demografie
Componența etnică a satului Lukácsháza
     Maghiari (95,38%)
     Germani (3,01%)
     Necunoscut (0,75%)
     Alții (0,86%)
Componența confesională a satului Lukácsháza
     Luterani (7,46%)
     Fără religie (4,42%)
     Reformați (1,38%)
     Necunoscută (86,46%)
     Atei (0,28%)
     Alte religii (0,92%)
Conform recensământului din 2011, satul Lukácsháza avea 1.086 de locuitori. Din punct de vedere etnic, majoritatea locuitorilor (95,38%) erau maghiari, cu o minoritate de germani (3,01%). Apartenența etnică nu este cunoscută în cazul a 0,75% din locuitori. Nu există o religie majoritară, locuitorii fiind luterani (7,46%), persoane fără religie (4,42%) și reformați (1,38%). Pentru 86,46% din locuitori nu este cunoscută apartenența confesională.